# Nílusi varánusz
A nílusi varánusz (Varanus niloticus) a hüllők (Reptilia) osztályába pikkelyes hüllők (Squamata) rendjébe és a varánuszfélék (Varanidae) családjába tartozó faj.
Afrika nagyobb részén honos, és egyes földrajzi változatai a helyi táplálékviszonyokhoz alkalmazkodtak.

## Előfordulása
A kontinens északnyugati részeit kivéve a földrész minden folyójában előfordul.

## Megjelenése
Farka oldalt kissé összenyomott, elülső fogai kúposak, a hátsók koronája tompa. Hossza elérheti a 244 centimétert, tömege a 20 kilogrammot. Sötét sárgászöld alapszínén kerek, sárga foltok rendeződnek haránt sorokba, köztük szabálytalanul elszórt fekete pontokat találhatunk. Farkán sárga gyűrű követik egymást. Hasa sárga; fekete harántsávok tarkítják.

## Életmódja
A parton mozdulatlanul sütkérezik mint a krokodil. Rendesen a part közelében tanyázik, de alkalmanként kilométerekre is eltávolodhat tőle.
Nemcsak apróbb emlősökre és madarakra, hanem fiatal teknősökre és békákra is vadászik; kifosztja a parti madarak fészkeit, a galambdúcokat, és a tyúkólakba is ellátogat. Megeszi a krokodiltojásokat és a fiatal krokodilokat is. Pompás húsáért és ízletes tojásaiért Afrika sok helyén serényen vadásszák, csak a mohamedánok tartják tisztátalannak – olyannyira, hogy még a tojásait sem eszik meg.
|  |